# Iliu persis

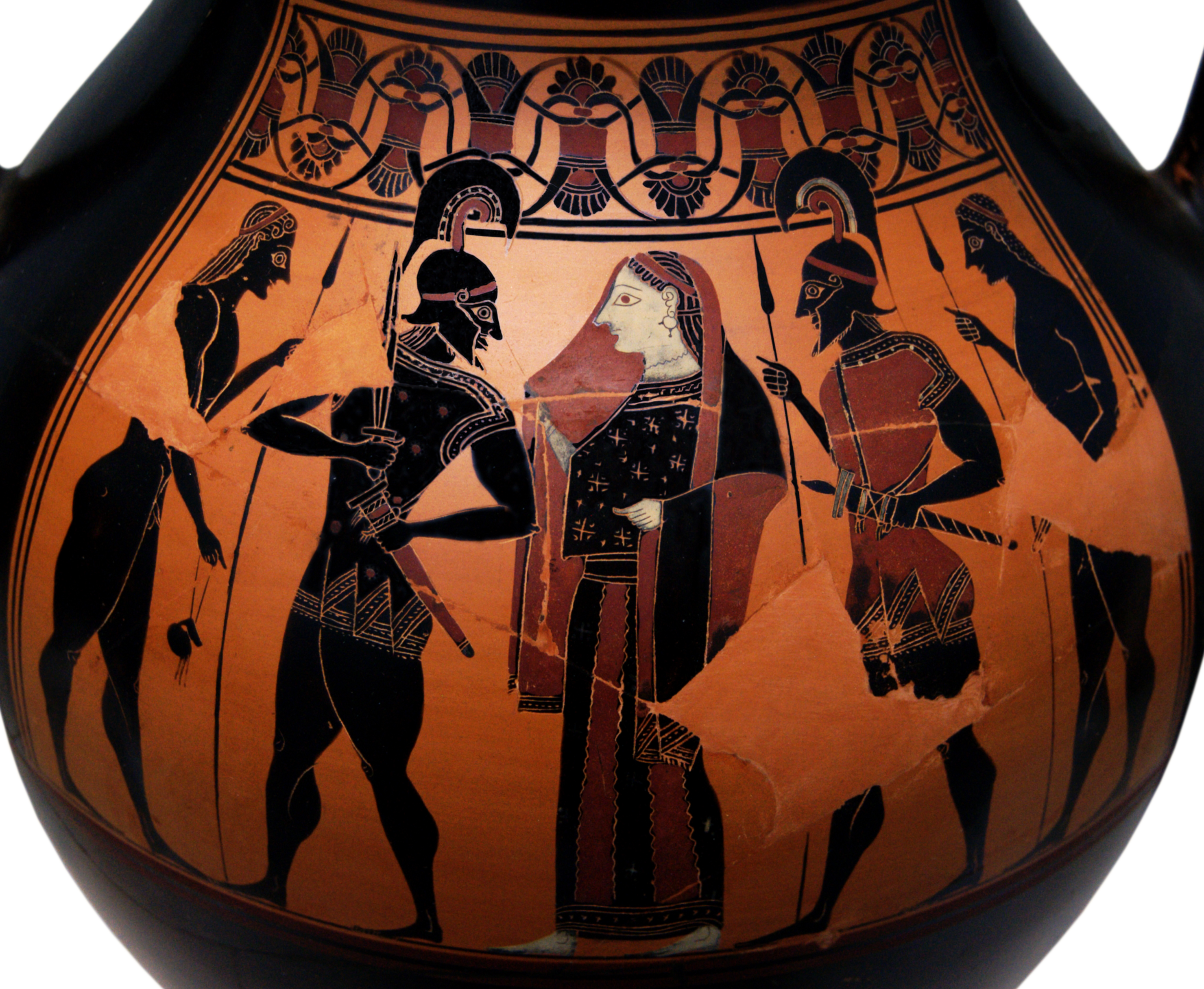
Menelaos trifft Helena wieder (schwarzfigurige Vase um 550 v. Chr., Staatliche Antikensammlungen Berlin)

Die Iliu persis (griechisch Ἰλίου πέρσις, Ilíou pérsis „Zerstörung Trojas“) war ein episches Gedicht des sogenannten Epischen Zyklus, der die Ereignisse um den Trojanischen Krieg und die Heimkehr der Griechen darstellte. Als Verfasser gilt Arktinos von Milet, dessen Lebensdaten unbekannt sind. Entstanden ist das Epos wohl um die Mitte des 8. Jahrhunderts v. Chr., die endgültige Gestaltung erfolgte möglicherweise aber deutlich später (siehe dazu auch Ilias#Datierung). Sie folgt auf die sogenannte Kleine Ilias und wird fortgesetzt mit den Nostoi. Thema der Iliu persis war die Eroberung und Zerstörung Trojas durch die Griechen. Außer einigen wenigen Fragmenten ist nur folgende Inhaltsangabe aus Proklos’ Chrestomathie erhalten.
Danach [nach der Kleinen Ilias] folgen zwei Bücher über die Zerstörung Trojas von Arktinos von Milet mit diesem Inhalt. Die Trojaner sind misstrauisch wegen des hölzernen Pferdes, stehen darum herum und diskutieren darüber, was zu tun ist. Einige meinen, es solle eine Klippe herabgestürzt, andere, es solle niedergebrannt, wieder andere, es solle als Heiligtum der Athene gewidmet werden. Schließlich gewinnt diese Auffassung die Oberhand. Die Stimmung [der Trojaner] heitert sich auf, und sie sind voller Freude, dass der Krieg beendet ist. In diesem Augenblick erscheinen zwei Schlangen und vernichten Laokoon und einen seiner beiden Söhne, ein ominöses Zeichen, das die Gefolgsleute des Aeneas beunruhigt, so dass sie sich in das Ida-Gebirge zurückziehen. Sinon macht den Achaiern ein Feuerzeichen. Jener ist zuvor unter einem Vorwand in die Stadt [Troja] gekommen, diese nun kommen von der Insel Tenedos [wohin sie zum Schein abgezogen sind] zurück, und die im hölzernen Pferd steigen heraus, sie stürzen sich auf ihre Feinde, töten viele davon und erstürmen die Stadt. Neoptolemos [der Sohn des Achill] bringt Priamos um, der zum Altar von Zeus Herkeios [Zeus als Hausbeschützer] geflohen ist; Menelaos findet Helena und bringt sie zu den Schiffen, nachdem er Deiphobos, Sohn des Priamos, getötet hat; und Aias, Sohn des Oileus, schleppt Kassandra gewaltsam mit einer hölzernen Statue der Athene davon. Als die Griechen das sehen, sind sie [wegen des Frevels] so erzürnt, dass sie Aias steinigen wollen, der nur deshalb dem drohenden Tod entgeht, weil er Zuflucht [Asyl] am Altar [der Athene] sucht. Nachdem die Griechen die Stadt niedergebrannt haben, opfern sie Polyxena, Tochter des Priamos, am Grab des Achill. Odysseus bringt Astyanax um; Neoptolemos nimmt sich Andromache, die restliche Beute wird aufgeteilt. Demophon und Akamas erkennen [unter den Gefangenen ihre Großmutter] Aithra wieder und nehmen sie mit sich. Schließlich segeln die Griechen davon, und Athene fasst den Entschluss, sie auf hoher See zu vernichten.
Eine weitere Quelle bildet Pausanias’ Beschreibung eines Bildes von Polygnot, das in Delphi die Lesche der Knidier schmückte (X,25–27). Es zeigte den Abzug der Griechen, nachdem sie Troja zerstört hatten. Pausanias schreibt die Iliu persis Lescheos (Λέσχεως) zu, er meinte wahrscheinlich den Verfasser der Kleinen Ilias, der aber überwiegend Lesches genannt wird.
Die Thematik findet sich in weiteren literarischen Werken, so vor allem in Die Troerinnen von Euripides und im zweiten Buch von Vergils lateinischem Epos Aeneis, das man im Kontext dieses Werkes deshalb ebenfalls als Iliu persis bezeichnet.
Für weitere Literatur siehe Epischer Zyklus.